# NGC 30
NGC 30 este o stea dublă (de tipurile K4 și K5) situată în constelația Pegasus. A fost descoperită în 30 octombrie 1864 de către astronomul german Albert Marth. 

## Legături externe
- NGC 30 pe WikiSky